# Epinastyna
```

```

Epinastyna (łac. epinastinum) – wielofunkcyjny organiczny związek chemiczny, drugiej generacji lek przeciwhistaminowy, stosowany jako lek zmniejszający objawy sezonowego alergicznego zapalenia spojówek.

## Mechanizm działania biologicznego
Epinastyna jest w głównej mierze wybiórczym i bezpośrednim antagonistą receptora histaminowego H1 oraz czterysta razy słabszym antagonistą receptora H2.

## Zastosowanie medyczne

### Polska
- leczenie objawów sezonowego alergicznego zapalenia spojówek[5]

### Stany Zjednoczone
- zapobieganie świądowi związanemu z alergicznym zapaleniem spojówek[6]

## Działania niepożądane
Epinastyna najczęściej może powodować następujące działania niepożądane u ponad 1% pacjentów: uczucie pieczenia lub podrażnienie oka.